# Abadía Herstelle

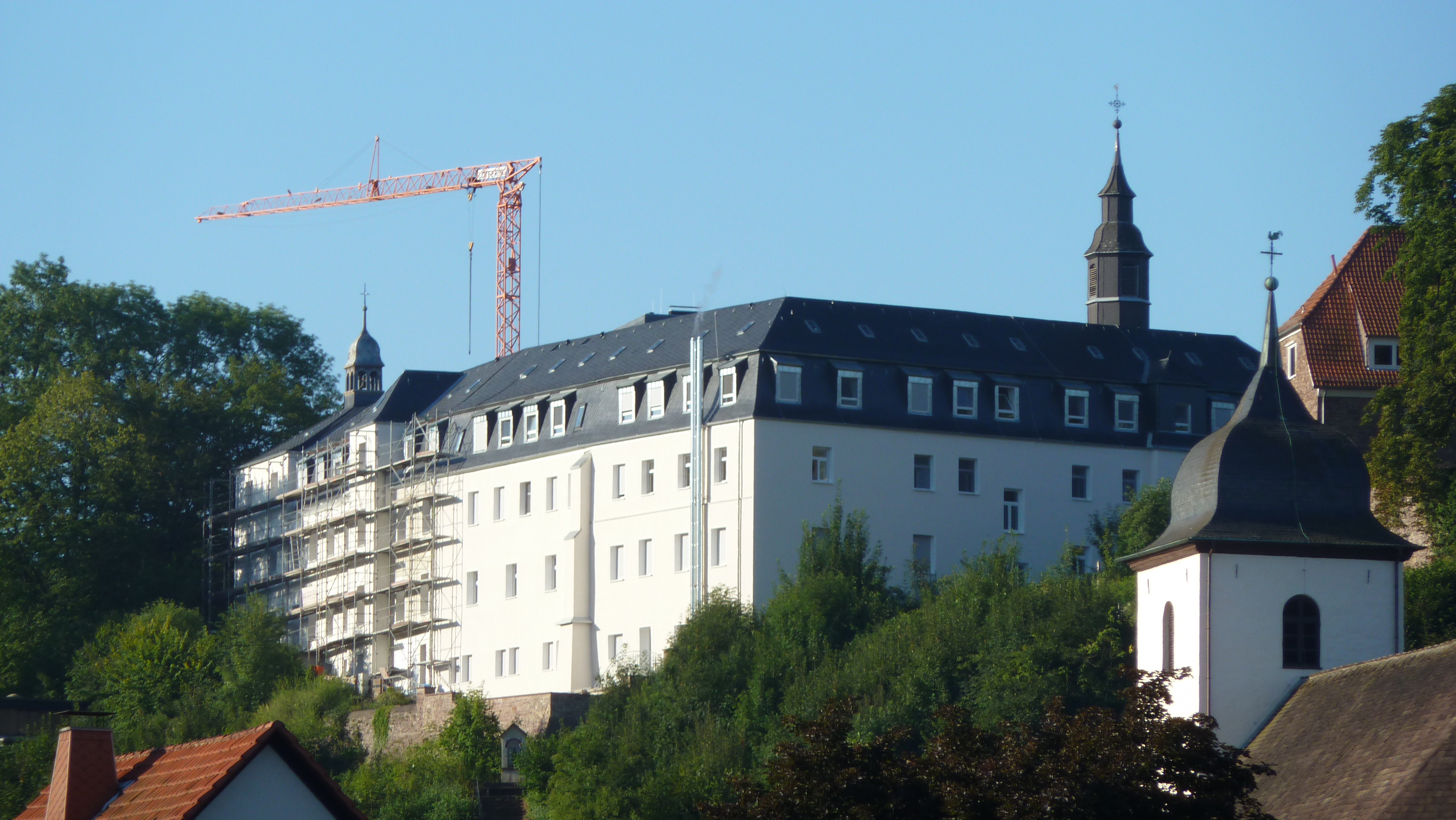
Abadía de Herstelle

La Abadía de la Santa Cruz en Herstelle, un barrio de la ciudad de Beverungen (Renania del Norte-Westfalia), es un monasterio de monjas benedictinas perteneciente a la Archidiócesis de Paderborn y a la Congregación de Beuroner.

## Historia

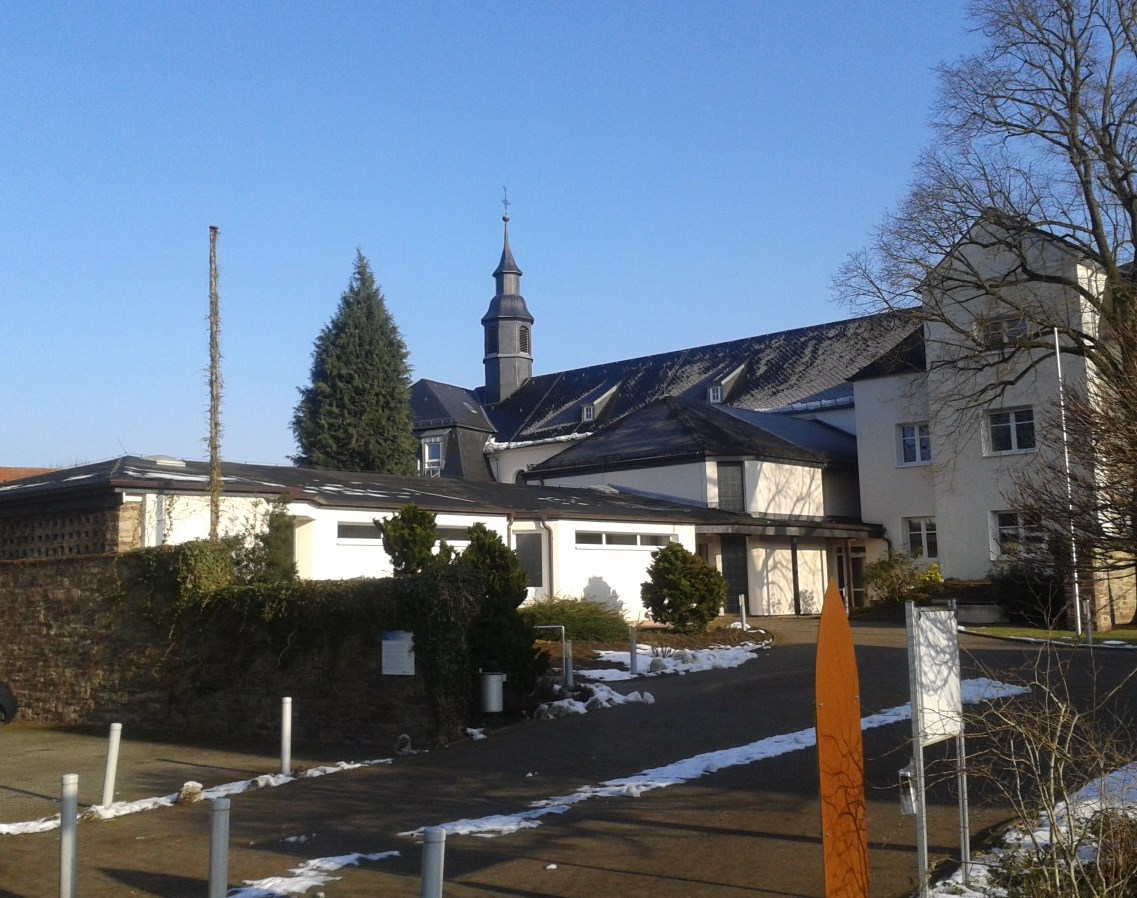
Iglesia del convento

La abadía se encuentra en el mismo sitio de un antiguo convento de los Franciscano Menores que en 1657 habían sido expulsados de Hoexter. Estos asumieron el servicio parroquial y escolar y construyeron en 1734, la iglesia del monasterio aún existente. El monasterio franciscano fue abandonado en 1824, por la falta de vocaciones.
En 1899 se trasladan al monasterio una comunidad de monjas benedictinas  y el 21 de marzo de 1924, por el papa Pío XI, es elevado a  abadía, integrándose en la  Congregación Beuroner.
En 1935 Konrad Adenauer encontró refugió, cuando huía de los nazis.
En 1962 las monjas de Herstelle fundaron el  Convento de Engelthal.

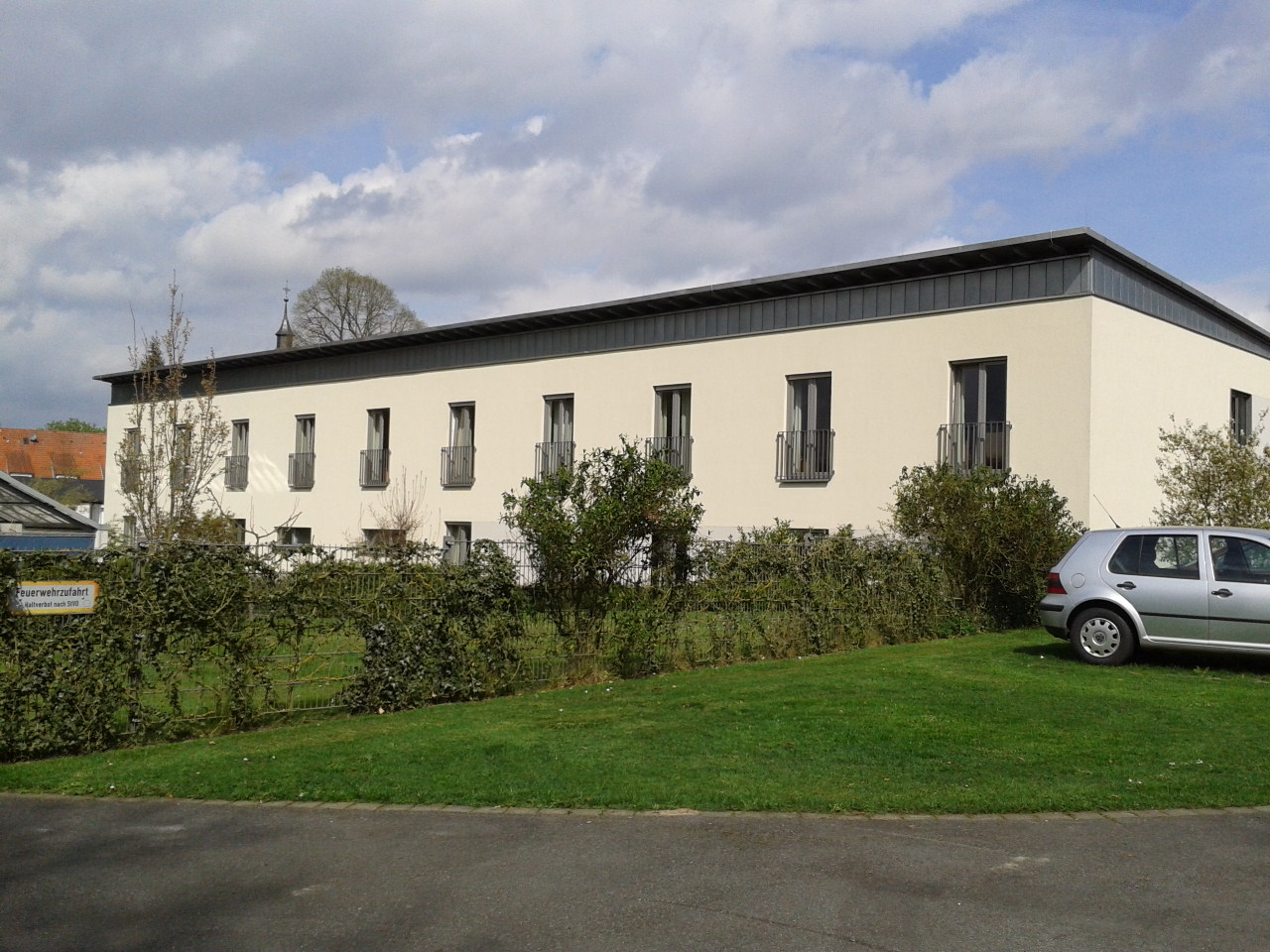
Hospedería de Santa Escolástica